# Villa Il Poggione
 Villa Il Poggione si trova a Fiesole, in via di Valle 20-22.

## Storia
Le origini del luogo sono legate a una torre dell'XI secolo, ancora parzialmente visibile, che fu ingrandita gradualmente dal XV secolo, con la costruzione della cappella e una ristrutturazione importante nel Settecento.

## Caratteristiche
La villa è una costruzione rustica immersa in un ombroso parco all'inglese, nelle colline a nord di Compiobbi. Un lungo viale di cipressi parte dall'ingresso, sfiora l'edificio e poi si dirige dritto fino a una casa colonica, poco lontana.
Davanti alla villa si estende una terrazza panoramica, in parte pavimentata a ghiaia e in parte a prato, aperta sulla valle dell'Arno. Muretti di pietra e scale con balaustre in terracotta ravvivano vari punti del giardino, con un punto focale nella grande vasca di raccolta delle acque, ingentilita da una fontana e da archi, sedute, scale e vasi in terracotta.
Tra le essenze arboree si riscontrano cipressi, lecci, cedri del Libano e ippocastani, mentre il sottobosco presenta folte macchie di sempreverdi.